# Eurya lunglingensis
Eurya lunglingensis là một loài thực vật có hoa trong họ Pentaphylacaceae. Loài này được Hu & L.K.Ling mô tả khoa học đầu tiên năm 1966.